# Masacre de Appin
La masacre de Appin, ocurrida en 1816, fue un trágico episodio resultado de una incursión militar ordenada por el gobernador Macquarie en Australia. Este acto de violencia marcó un punto crítico en las hostilidades entre los colonos y los aborígenes en la región de la Llanura de Cumberland. Aunque se considera el fin de las hostilidades en la zona, en realidad desató una nueva ola de violencia y represalias que continuaron durante varios meses.

## Masacre

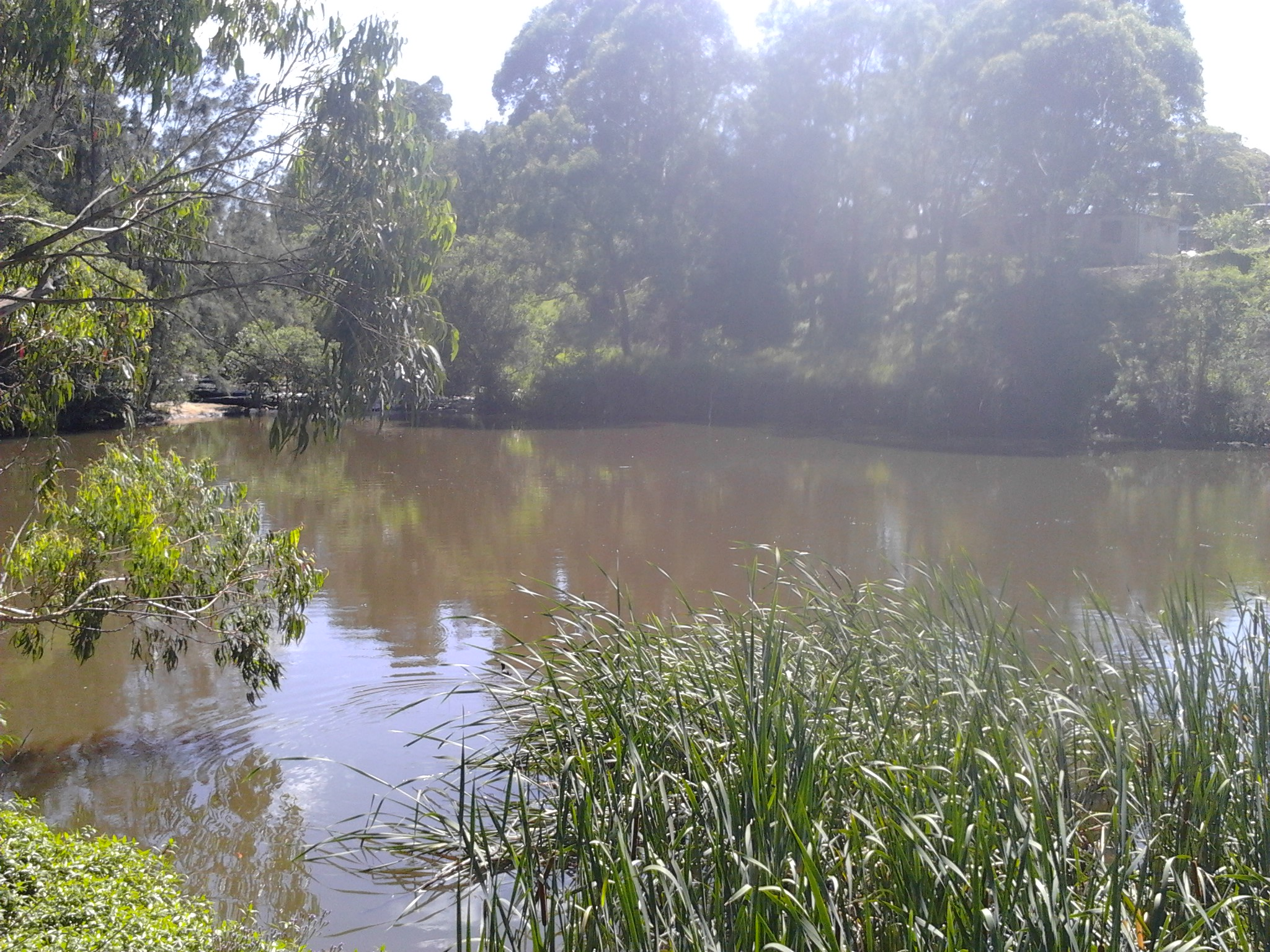
El río Parramatta es el río más importante que fluye dentro de la llanura de Cumberland, lugar de la masacre estatal.

El conflicto entre los colonos y los aborígenes en la región había estado en aumento desde finales del siglo XVIII, a medida que los colonos se expandían y tomaban tierras para establecer granjas. Este conflicto era especialmente intenso en el área de Appin, donde los colonos se habían asentado y establecido relaciones complejas con los aborígenes locales, incluidos los Muringong y los Gandangara.
Las tensiones alcanzaron un punto crítico en 1816, cuando una serie de ataques aborígenes provocaron represalias por parte de las autoridades coloniales. El gobernador Macquarie ordenó una incursión militar en la que se buscaba capturar o matar a todos los aborígenes, sin distinción entre "amigables" y "hostiles". Esta incursión culminó en la masacre de Appin, donde al menos 14 hombres, mujeres y niños aborígenes fueron asesinados por soldados coloniales.
Sin embargo, en lugar de calmar la situación, la masacre solo exacerbó las tensiones y provocó más violencia por parte de ambos lados. En respuesta a los ataques aborígenes, el magistrado local William Cox organizó una serie de incursiones punitivas destinadas a sofocar la resistencia aborigen. Estas incursiones, junto con la política de destierro de Macquarie, finalmente llevaron a una cesación de las hostilidades en noviembre de 1816.
Desde entonces, la masacre de Appin ha sido recordada y conmemorada anualmente en Cataract Dam, donde se erigió un memorial en honor a las víctimas en 2007. Este trágico evento sirve como un recordatorio de las injusticias cometidas durante la colonización de Australia y la necesidad de reconciliación y reconocimiento de la historia indígena.